# Nütheim
Nütheim is een plaats in de Duitse gemeente Aken, deelstaat Noordrijn-Westfalen, en telt 175 inwoners. De plaats is nauw verbonden met het Schleckheim. Vanaf 1804 behoorde Nütheim tot de gemeente Walheim, die in 1972 opging in het stadsdeel Kornelimünster/Walheim van de stad Aken.
Walheim is gelegen tussen Schleckheim en Walheim, noordelijk van de Eifel, op een hoogte tussen 295 en 320 meter.
Nütheim ontwikkelde zich langs de Romeinse heerbaan Via Belgica. De eerste schriftelijke vermelding is van 1336, als Nothem.
Bij Nütheim ligt de Königsmühle, een watermolen op de Iterbach. Deze werd als oliemolen gebruikt en stamt uit de 16e eeuw.

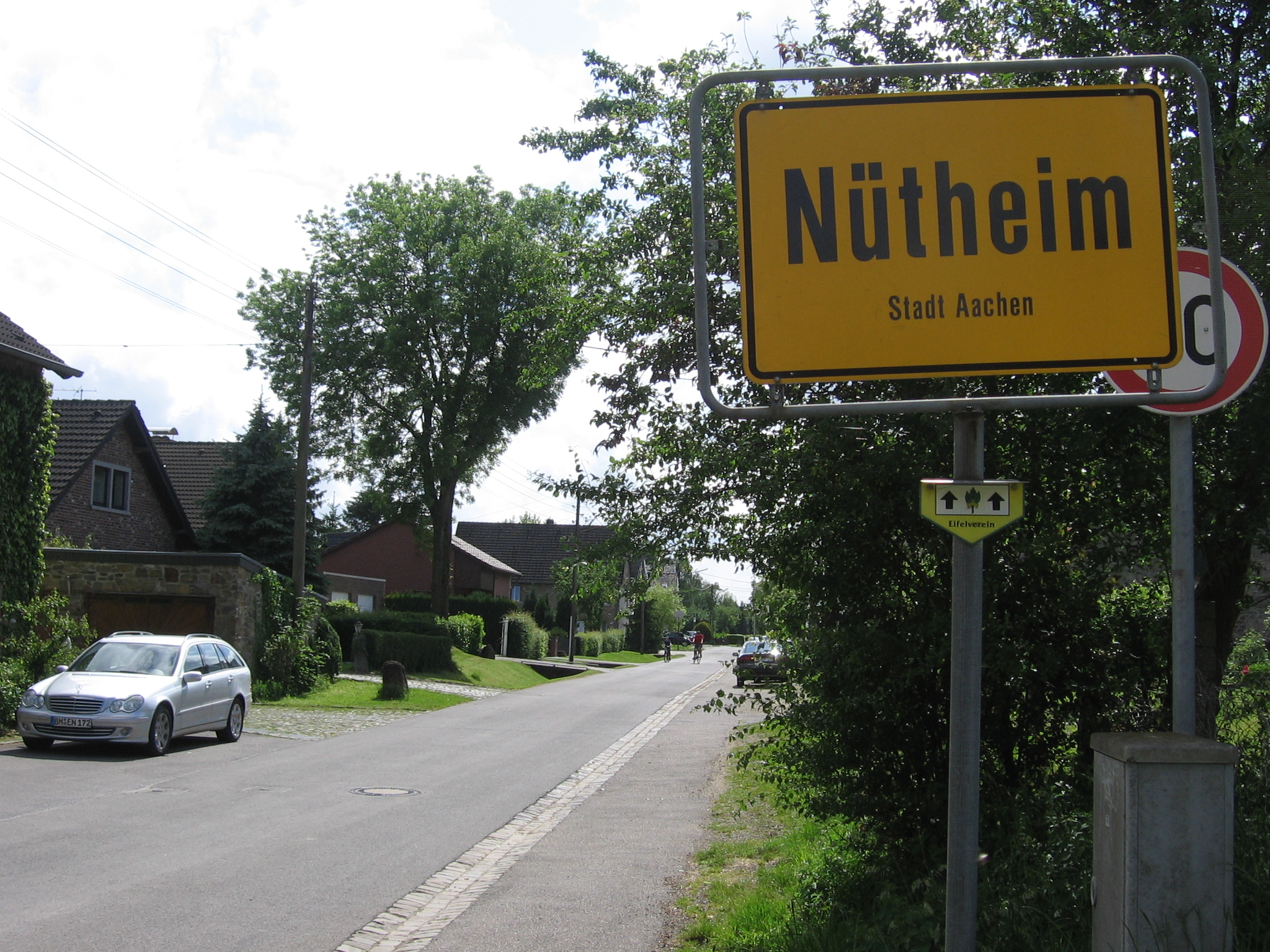
Nütheim
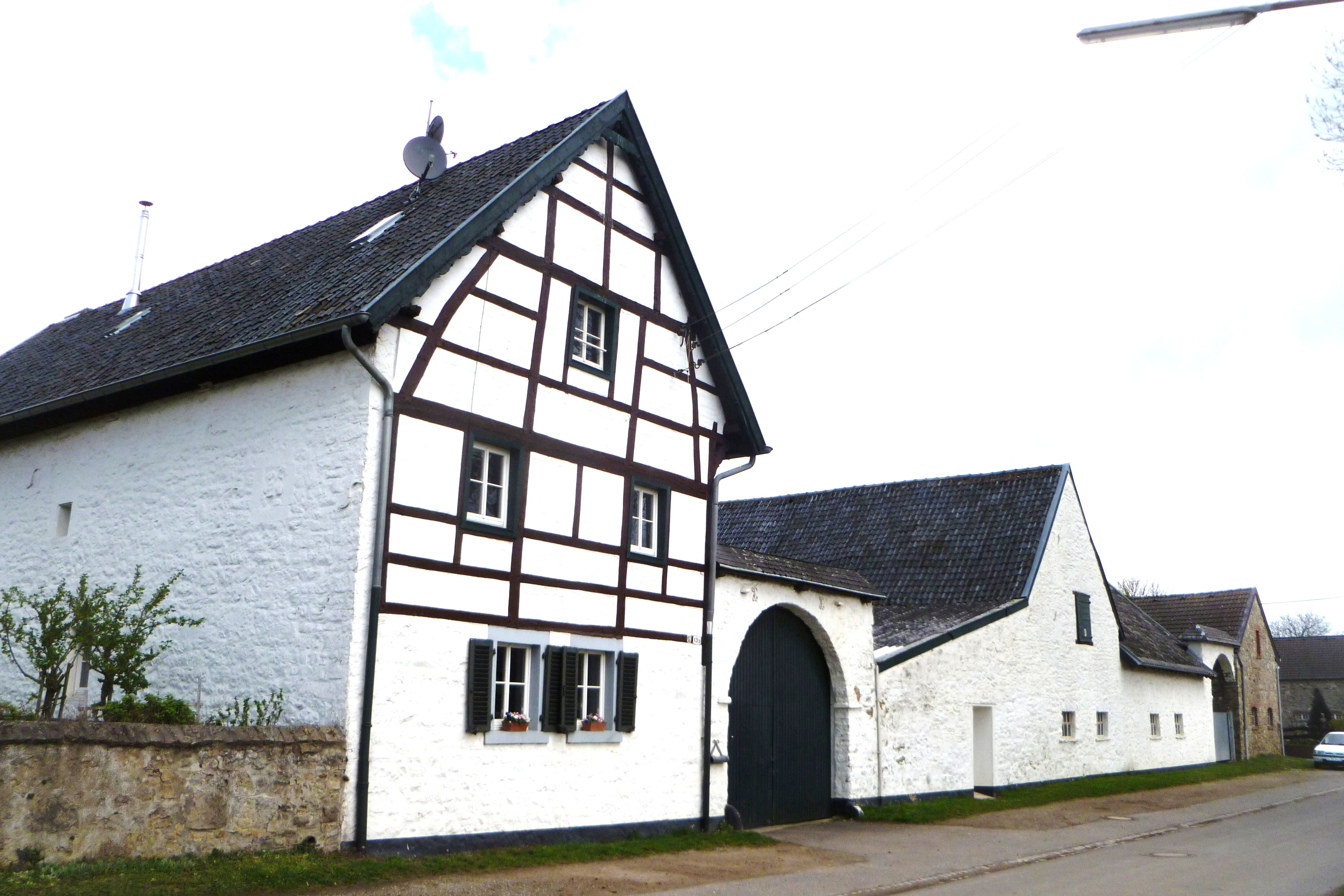
De oude leenhoeve
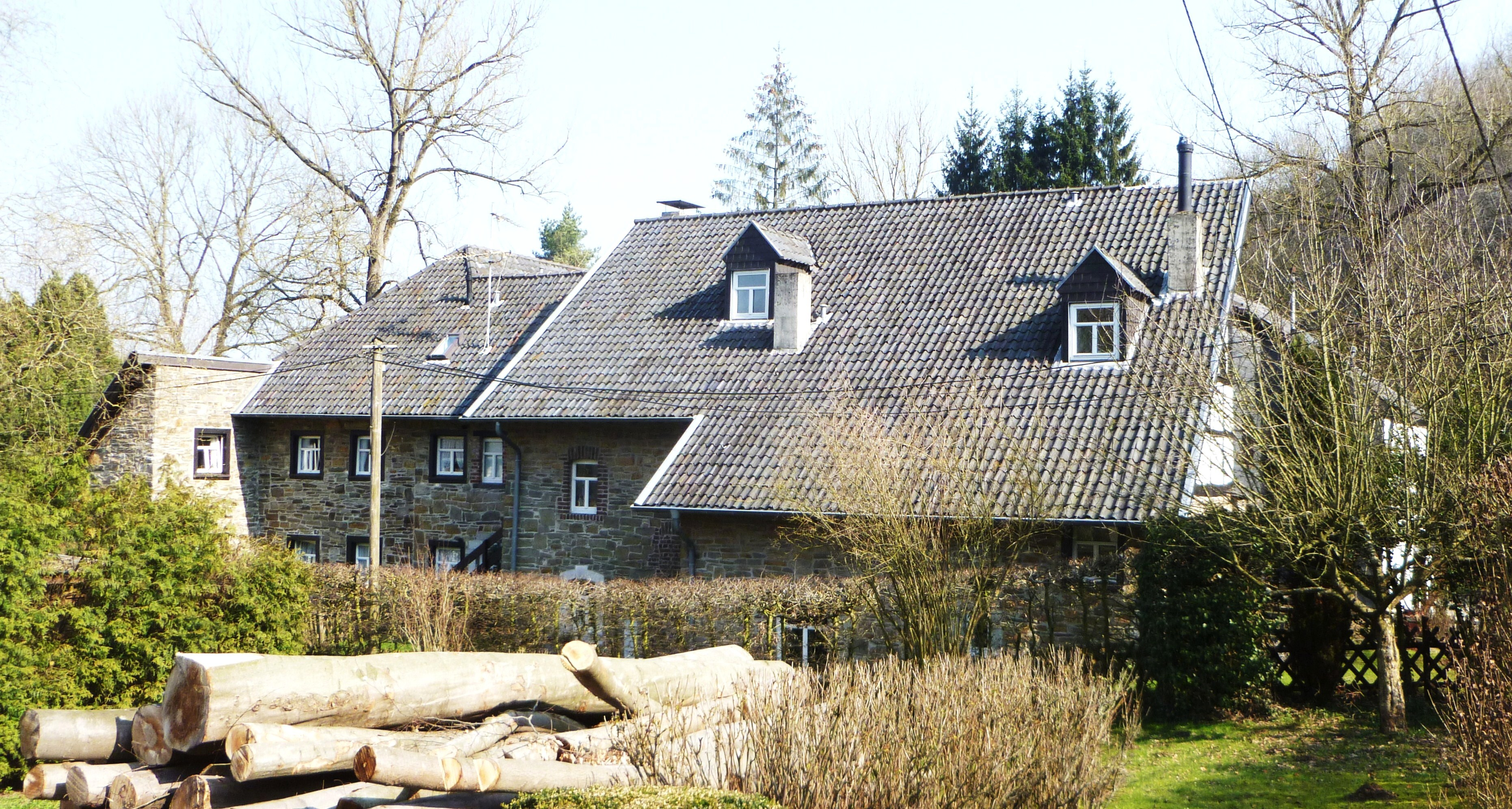
Königsmühle